# Division d'Honneur 1929-1930
La Division d'Honneur 1929-1930 è stata la 30ª edizione della massima serie del campionato belga di calcio disputata tra il 1º settembre 1929 e il 30 marzo 1930 e conclusa con la vittoria del RCS Brugeois, al suo terzo titolo.
Capocannoniere del torneo fu Pierre De Vidts (Daring Club de Bruxelles), con 26 reti.

## Formula
Come nella stagione precedente le squadre partecipanti furono 14 e disputarono un turno di andata e ritorno per un totale di 26 partite.
Le ultime due classificate retrocedettero in Division I.

## Squadre
| Squadra                  | Città        | Stadio | Stagione 1928-1929  |
| ------------------------ | ------------ | ------ | ------------------- |
| Standard Liegi           | Liegi        |        | 12°                 |
| Berchem Sport            | Anversa      |        | 8°                  |
| Racing Club de Bruxelles | Uccle        |        | 7°                  |
| RC Malines SR            | Malines      |        | 3°                  |
| SC Anderlechtois         | Anderlecht   |        | Promotion           |
| Beerschot AC             | Anversa      |        | 2°                  |
| RCS Brugeois             | Bruges       |        | 4°                  |
| Anversa                  | Anversa      |        | Campione del Belgio |
| Union Saint-Gilloise     | Saint-Gilles |        | 11°                 |
| Daring Club de Bruxelles | Bruxelles    |        | 9°                  |
| RFC Brugeois             | Bruges       |        | Promotion           |
| RFC Malinois             | Malines      |        | 6°                  |
| RRC de Gand              | Gand         |        | 5°                  |
| Liersche SK              | Lier         |        | 10°                 |

## Classifica finale
|                   | Pos. | Squadra                     | Pt | G  | V  | N | P  | GF | GS | DR  |
| ----------------- | ---- | --------------------------- | -- | -- | -- | - | -- | -- | -- | --- |
| Belgio (bandiera) | 1.   | RCS Brugeois                | 37 | 26 | 16 | 5 | 5  | 52 | 32 | 20  |
|                   | 2.   | Anversa                     | 36 | 26 | 16 | 4 | 6  | 68 | 42 | 26  |
|                   | 3.   | RC Malines SR               | 31 | 26 | 14 | 3 | 9  | 49 | 39 | 10  |
|                   | 4.   | R. Beerschot AC             | 30 | 26 | 13 | 4 | 9  | 53 | 42 | 11  |
|                   | 5.   | SC Anderlechtois            | 28 | 26 | 13 | 2 | 11 | 52 | 44 | 8   |
|                   | 6.   | RFC Brugeois                | 27 | 26 | 10 | 7 | 9  | 51 | 47 | 4   |
|                   | 7.   | Daring Club de Bruxelles SR | 27 | 26 | 11 | 5 | 10 | 59 | 55 | 4   |
|                   | 8.   | Union Royale Saint-Gilloise | 26 | 26 | 10 | 6 | 10 | 64 | 65 | -1  |
|                   | 9.   | Liersche SK                 | 25 | 26 | 11 | 3 | 12 | 53 | 59 | -6  |
|                   | 10.  | Standard Liegi              | 24 | 26 | 10 | 4 | 12 | 54 | 59 | -5  |
|                   | 11.  | RFC Malinois                | 21 | 26 | 9  | 3 | 14 | 55 | 56 | -1  |
|                   | 12.  | Berchem Sport               | 21 | 26 | 10 | 1 | 15 | 39 | 50 | -11 |
|                   | 13.  | Racing Club de Bruxelles    | 18 | 26 | 7  | 4 | 15 | 33 | 63 | -30 |
|                   | 14.  | RRC de Gand                 | 13 | 26 | 4  | 5 | 17 | 34 | 63 | -29 |

Legenda:

      Campione del Belgio
      Retrocesso in Division 1
Note:

Due punti a vittoria, uno a pareggio, zero a sconfitta.

### Verdetti
- RCS Brugeois campione del Belgio 1929-30.
- Racing Club de Bruxelles e RRC de Gand retrocesse in Division I.